# Pat Sin Range
Pat Sin Range (kinesiska: 八仙嶺, 八仙岭) är en bergskedja i Hongkong (Kina). Den ligger i den norra delen av Hongkong. Pat Sin Range ligger vid sjön Plover Cove Reservoir.